# Tour de Catalogne 1999
Le Tour de Catalogne 1999 est la 79e édition du Tour de Catalogne, une course cycliste par étapes en Espagne. L’épreuve se déroule sur 7 étapes du 17 au 24 juin 1999 sur un total de 1 067,4 km. Le vainqueur final est l'Espagnol Manuel Beltrán de l’équipe Banesto, devant Roberto Heras et José María Jiménez.
L'épreuve est marquée par le décès en course, du jeune sprinteur espagnol Manuel Sanroma. En son hommage, l'étape trois est annulée.

## Étapes
| Étape | Date    | Parcours                                                  | km    | Vainqueur d’étape       | Leader du classement général |
| ----- | ------- | --------------------------------------------------------- | ----- | ----------------------- | ---------------------------- |
| P     | 17 juin | Le Pineda – Vila-seca (clm)                               | 8,1   | Ángel Luis Casero (ESP) | Ángel Luis Casero (ESP)      |
| 1     | 18 juin | Vila-seca – Tortosa                                       | 161,2 | Mario Cipollini (ITA)   | Ángel Luis Casero (ESP)      |
| 2     | 19 juin | Tortosa – Vilanova i la Geltrú                            | 172,5 | Mario Cipollini (ITA)   | Ángel Luis Casero (ESP)      |
| 3     | 20 juin | Vilanova i la Geltrú - Barcelone                          | 155,6 | Annulée                 | Ángel Luis Casero (ESP)      |
| 4     | 21 juin | Badalone – Badalone                                       | 182,4 | Erik Zabel (GER)        | Ángel Luis Casero (ESP)      |
| 5     | 22 juin | El Masnou – Banyoles                                      | 174,8 | Erik Zabel (GER)        | Ángel Luis Casero (ESP)      |
| 6     | 23 juin | Banyoles – Els Cortals d'Encamps (AND)                    | 198,6 | Roberto Heras (ESP)     | Manuel Beltrán (ESP)         |
| 7     | 24 juin | Sant Julià de Lòria (AND) – Alt de la Rabassa (AND) (clm) | 14,2  | Manuel Beltrán (ESP)    | Manuel Beltrán (ESP)         |

### Prologue
17-06-1999: Le Pineda – Vila-seca, 8,1 km (clm):
|   | Cycliste                | Équipe             | Temps       |
| - | ----------------------- | ------------------ | ----------- |
| 1 | Ángel Luis Casero (ESP) | Vitalicio Seguros  | 10 min 12 s |
| 2 | Andrea Peron (ITA)      | ONCE-Deutsche Bank | + 3 s       |
| 3 | Abraham Olano (ESP)     | ONCE-Deutsche Bank | + 4 s       |

|   | Cycliste                | Équipe             | Temps       |
| - | ----------------------- | ------------------ | ----------- |
| 1 | Ángel Luis Casero (ESP) | Vitalicio Seguros  | 10 min 12 s |
| 2 | Andrea Peron (ITA)      | ONCE-Deutsche Bank | + 3 s       |
| 3 | Abraham Olano (ESP)     | ONCE-Deutsche Bank | + 4 s       |

### 1reétape
18-06-1999: Vila-seca – Tortosa, 161,2 km :
|   | Cycliste              | Équipe                | Temps           |
| - | --------------------- | --------------------- | --------------- |
| 1 | Mario Cipollini (ITA) | Saeco-Cannondale      | 4 h 24 min 13 s |
| 2 | Erik Zabel (GER)      | Team Deutsche Telekom | m. t.           |
| 3 | George Hincapie (USA) | US Postal             | m. t.           |

|   | Cycliste                | Équipe             | Temps           |
| - | ----------------------- | ------------------ | --------------- |
| 1 | Ángel Luis Casero (ESP) | Vitalicio Seguros  | 4 h 34 min 25 s |
| 2 | Andrea Peron (ITA)      | ONCE-Deutsche Bank | + 3 s           |
| 3 | Abraham Olano (ESP)     | ONCE-Deutsche Bank | + 4 s           |

### 2eétape
19-06-1999: Tortosa – Vilanova i la Geltrú, 172,5 km :
|   | Cycliste                | Équipe           | Temps           |
| - | ----------------------- | ---------------- | --------------- |
| 1 | Mario Cipollini (ITA)   | Saeco-Cannondale | 4 h 00 min 38 s |
| 2 | Jeroen Blijlevens (NED) | TVM-Farm Frites  | m. t.           |
| 3 | George Hincapie (USA)   | US Postal        | m. t.           |

|   | Cycliste                | Équipe             | Temps           |
| - | ----------------------- | ------------------ | --------------- |
| 1 | Ángel Luis Casero (ESP) | Vitalicio Seguros  | 8 h 35 min 10 s |
| 2 | George Hincapie (USA)   | US Postal          | + 1 s           |
| 3 | Abraham Olano (ESP)     | ONCE-Deutsche Bank | + 4 s           |

### 3eétape
20-06-1999: Vilanova i la Geltrú - Barcelone, 155,6 km :
Annulée après la mort de Manuel Sanroma la veille.

### 4eétape
21-06-1999: Badalone – Badalone, 182,4 km :
|   | Cycliste              | Équipe                | Temps           |
| - | --------------------- | --------------------- | --------------- |
| 1 | Erik Zabel (GER)      | Team Deutsche Telekom | 4 h 45 min 14 s |
| 2 | George Hincapie (USA) | US Postal             | m. t.           |
| 3 | Dmitri Konyshev (RUS) | Mercatone Uno-Bianchi | m. t.           |

|   | Cycliste                | Équipe             | Temps            |
| - | ----------------------- | ------------------ | ---------------- |
| 1 | Ángel Luis Casero (ESP) | Vitalicio Seguros  | 13 h 20 min 24 s |
| 2 | George Hincapie (USA)   | US Postal          | + 1 s            |
| 3 | Abraham Olano (ESP)     | ONCE-Deutsche Bank | + 4 s            |

### 5eétape
22-06-1999: El Masnou – Banyoles, 174,8 km :
|   | Cycliste              | Équipe                | Temps           |
| - | --------------------- | --------------------- | --------------- |
| 1 | Erik Zabel (GER)      | Team Deutsche Telekom | 4 h 07 min 01 s |
| 2 | Serguei Ivanov (RUS)  | TVM-Farm Frites       | m. t.           |
| 3 | George Hincapie (USA) | US Postal             | m. t.           |

|   | Cycliste                | Équipe             | Temps            |
| - | ----------------------- | ------------------ | ---------------- |
| 1 | Ángel Luis Casero (ESP) | Vitalicio Seguros  | 17 h 27 min 25 s |
| 2 | George Hincapie (USA)   | US Postal          | + 1 s            |
| 3 | Abraham Olano (ESP)     | ONCE-Deutsche Bank | + 4 s            |

### 6eétape
23-06-1999: Banyoles – Els Cortals d'Encamps, 198,6 km :
|   | Cycliste                 | Équipe             | Temps           |
| - | ------------------------ | ------------------ | --------------- |
| 1 | Roberto Heras (ESP)      | Kelme-Costa Blanca | 5 h 39 min 00 s |
| 2 | José María Jiménez (ESP) | Banesto            | + 2 s           |
| 3 | Joseba Beloki (ESP)      | Euskaltel-Euskadi  | + 6 s           |

|   | Cycliste                | Équipe             | Temps            |
| - | ----------------------- | ------------------ | ---------------- |
| 1 | Manuel Beltrán (ESP)    | Banesto            | 23 h 07 min 01 s |
| 2 | Ángel Luis Casero (ESP) | Vitalicio Seguros  | + 12 s           |
| 3 | Roberto Heras (ESP)     | Kelme-Costa Blanca | + 20 s           |

### 7eétape
24-06-1999: Sant Julià de Lòria – Alt de la Rabassa, 14,2 km (clm):
|   | Cycliste                 | Équipe            | Temps       |
| - | ------------------------ | ----------------- | ----------- |
| 1 | Manuel Beltrán (ESP)     | Banesto           | 33 min 31 s |
| 2 | José María Jiménez (ESP) | Banesto           | +29 s       |
| 3 | Joseba Beloki (ESP)      | Euskaltel-Euskadi | +33 s       |

|   | Cycliste                 | Équipe             | Temps            |
| - | ------------------------ | ------------------ | ---------------- |
| 1 | Manuel Beltrán (ESP)     | Banesto            | 23 h 40 min 32 s |
| 2 | Roberto Heras (ESP)      | Kelme-Costa Blanca | + 57 s           |
| 3 | José María Jiménez (ESP) | Banesto            | + 1 min 00 s     |

## Classement général
|    | Cycliste                 | Équipe                | Temps            |
| -- | ------------------------ | --------------------- | ---------------- |
| 1  | Manuel Beltran (ESP)     | Banesto               | 23 h 40 min 32 s |
| 2  | Roberto Heras (ESP)      | Kelme-Costa Blanca    | + 57 s           |
| 3  | José María Jiménez (ESP) | Banesto               | + 1 min 00 s     |
| 4  | Joseba Beloki (ESP)      | Euskaltel-Euskadi     | + 1 min 02 s     |
| 5  | Georg Totschnig (AUT)    | Team Deutsche Telekom | + 1 min 44 s     |
| 6  | Roberto Laiseka (ESP)    | Euskaltel-Euskadi     | + 2 min 43 s     |
| 7  | Fernando Escartín (ESP)  | Kelme-Costa Blanca    | + 3 min 01 s     |
| 8  | Hernán Buenahora (COL)   | Vitalicio Seguros     | + 3 min 13 s     |
| 9  | Ángel Luis Casero (ESP)  | Vitalicio Seguros     | + 3 min 26 s     |
| 10 | Haimar Zubeldia (ESP)    | Euskaltel-Euskadi     | + 4 min 05 s     |

## Classement de la montagne
|   | Cycliste                | Équipe                | Points |
| - | ----------------------- | --------------------- | ------ |
| 1 | Dmitri Konyshev (RUS)   | Mercatone Uno-Bianchi | 40     |
| 2 | Orlando Rodrigues (POR) | Banesto               | 37     |
| 3 | Roberto Heras (ESP)     | Kelme-Costa Blanca    | 34     |

## Classement des metas volantes
|   | Cycliste              | Équipe            | Points |
| - | --------------------- | ----------------- | ------ |
| 1 | Mariano Piccoli (ITA) | Lampre-Daikin     | 16     |
| 2 | Roberto Laiseka (ESP) | Euskaltel-Euskadi | 3      |
| 3 | Marco Pinotti (ITA)   | Lampre-Daikin     | 2      |

## Meilleure équipe
|   | Équipe            | Pays    | Temps            |
| - | ----------------- | ------- | ---------------- |
| 1 | Banesto           | Espagne | 71 h 06 min 09 s |
| 2 | Euskaltel-Euskadi | Espagne | + 2 min 20 s     |
| 3 | Vitalicio Seguros | Espagne | + 8 min 29 s     |